# Douglas A-20 Havoc
Douglas A-20 Havoc, DB-7 ("pustošenje") je bil ameriški dvomotorni srednje velik bombnik, ki se je uporabljal v 2. svetovni vojni. Uporabljal se je tudi kot nočni lovec. Poleg USAAF, so ga uporabljale tudi Sovjetske letalske sile (2908 letal), Kraljeve letalske sile in v manjših številkah Avstralija, Južna Afrika, Francija in Nizozemska.
Marca 1937 je načrtovalna ekipa inženirjev Donald Douglas, Jack Northrop in Ed Heinemann predlagala lahki bombnik z dvema 450 konjskima zvezdastima motorjema Pratt & Whitney R-985 Wasp Junior. Bombnik naj bi imel 450 kg bojni tovor. Koncept so kmalu opustili in začeli razvijati precej bolj sposobno letalo Model 7A z dvema 1100 KM motorjema Pratt & Whitney R-1830 Twin Wasp. Douglasovo letalo je bilo manevrirno, sorazmerno hitro in trdoživo.
Konkurenti so bili North American NA-40, Stearman X-100 in Martin 167F. 
Ko se je proizvodnja končala 20. septembra so zgradili 7908 letal pri Douglasu in dodatnih 380 pri Boeingu. 

## Tehnične specifikacije (DB-7B, Boston Mk III)
Podatki iz A-20 Havoc in action
Splošne karakteristike
- Posadka: 2-3
- Dolžina: 47 ft 11 in (14,63 m)
- Razpon kril: 61 ft 4 in (18,69 m)
- Višina: 17 ft 7 in (5,36 m)
- Površina kril: 465 ft² (43,2 m²)
- Teža praznega letala: 15051 lb (6827 kg)
- Naložena teža: 27200 lb (12338 kg)
- Maks. vzletna teža: 27200lb (12338 kg) (9215 kg)
- Pogon letala: 2 ×  zvezdasti motor Wright R-2600-A5B "Twin Cyclone", 1700 KM (1268 kW)  vsak

 Zmogljivost 
- Maks. hitrost: 339 mph (295 vozlov, 546 km/h) at 10000 ft (3050 m)
- Doseg: 1050 mi (912 nmi, 1690 km)
- Višina leta: 23700 ft (7225 m)
- Hitrost vzpenjanja: 2000 ft/min (10,2 m/s)

Oborožitev

- Strelno orožje: ** 4× fiksne 0.303 in (7,7 mm) M1919 v nosu
  - 2× premične 0.303 in (7.7 mm) Browning strojince
  - 1× premična 0.303 in (7.7 mm) Vickers K strojnica
- Bombe: 2.000 lb (910 kg)[1]